# Up All Night (série télévisée)
Pour les articles homonymes, voir Up All Night.
Up All Night est une série télévisée américaine en 35 épisodes de 22 minutes créée par Emily Spivey et diffusée entre le 14 septembre 2011 et le 13 décembre 2012 sur le réseau NBC et au Canada sur CTV Two ou CTV.
Cette série est inédite dans tous les pays francophones.

## Synopsis
Fini les soirées de débauche ou karaoké pour Reagan et Chris. Ils sont désormais les heureux parents d'une petite Amy ! Tandis que monsieur reste à la maison pour s'occuper de la petite, Madame, une femme active et énergique, essaye de concilier les exigences de la carrière, du mariage et de la maternité, mais c'était sans compter sur sa collègue et meilleure amie Ava, star d'un talk-show, bien plus capricieuse et immature que n'importe quel enfant…

## Distribution

### Acteurs principaux
- Christina Applegate : Reagan Brinkley
- Will Arnett : Chris Brinkley
- Maya Rudolph : Ava Alexander
- Jennifer Hall (en) : Missy (saison 1)
- Luka Jones : Scott Chafin (saison 2)

### Acteurs récurrents
- Jean Villepique : Terry Marden (20 épisodes)
- Matt Braunger (en) : Gene Marden (19 épisodes)
- Carly et Delaney Prince : Amy (saison 1, 11 épisodes)
- Jason Lee : Kevin (saison 1, 7 épisodes)
- Nick Cannon : Calvin (saison 1, 5 épisodes)
- Chris Diamantopoulos : Julian (saison 1, 4 épisodes)

### Invités
introduits lors de la première saison
- Matt Lauer : lui-même (épisode 1)
- Connie Sawyer : Shopper (épisode 1)
- Beau Dunn (en) : Katie (épisode 1)
- Adam Campbell : Trent (épisode 2)
- Will Forte : Reed (épisodes 3, 18 et 23)
- Jorma Taccone : Benjamin « B-Ro » Roth (épisode 3)
- Jim Piddock : Matthew Taylor (épisode 4)
- Eloy Casados (en) : Pete (épisode 4)
- Michael Hitchcock : Mr Bob (épisode 5)
- Missi Pyle : Kaye (épisode 5)
- Samuel Page : Dr Goddard (épisode 6)
- Bryan Callen : Marc (épisode 6)
- Blythe Danner : Dr Angie Chafin (épisodes 7 et 11 + saison 2 épisode 11)
- Richard Schiff : Dr Dean Chafin (épisode 7)
- Chloe Csengery (en) : McKenna (épisodes 8, 10 et 11)
- Molly Shannon : Nancy (épisodes 9 et 17)
- Kate French : Jessie (épisode 9)
- Paul F. Tompkins : Dave (épisode 10)
- James Greene : Len (épisode 10)
- Reggie Austin (en) : Isaac (épisode 12)
- Megan Mullally : Shayna Mund (épisodes 13 et 23)
- Emily Rutherfurd (en) : Laura (épisode 13)
- Jenn Korbee (en) : Charlotte (épisode 13)
- Dean Winters : Casey Brinkley (épisode 14)
- Alison LaPlaca (en) : Gail Reinhold (épisode 14)
- Alanis Morissette : Amanda (épisode 16)
- Cheryl Francis Harrington (en) : Sharon (épisode 16)
- Sean Carrigan (en) : Craig (épisode 16)
- Carla Renata (en) : Security Woman #1 (épisode 16)
- Gary Dubin (en) : Passenger (épisode 16)
- Steven Pasquale : Luke Granby (épisodes 18 à 20 et 23)
- Eve Best : Yvonne Encanto (épisodes 18 et 20)
- Izabela Vidovic (en) : Tanya Moore (épisode 18)
- Ben Falcone : Justin (épisode 19 + saison 2 épisode 2)
- Nat Faxon : Lawrence (épisode 19)
- Jonathan Adams : Ray (épisode 19)
- Sarah Gilman : Jamie (épisode 20)
- Kimberly Quinn : Dawn (épisode 20)
- Gracie Dzienny : Kylie (épisode 20)
- Henry Winkler : Marty Alexander (épisode 21)
- Sharon Osbourne : elle-même (épisode 21)
- Samantha Futerman : Riley (épisode 21)
- Benjamin Byron Davis : Man at Taco Stand (épisode 21)
- Stevie Nicks : elle-même (épisode 22)
- Fred Armisen : Gideon Kirk (épisode 23)
- Ken Narasaki (en) : Silver Fox (épisode 23)
- Marion Ross : Gammy (épisode 24)

saison 2 seulement
- Jack McGee : Chuck (épisodes 1 et 9)
- Sean Hayes : Walter (épisodes 2, 6, 7 et 11)
- Rene Gube (en) : Bryce (épisode 2)
- Rachel Dratch : Linda (épisode 3)
- Sean Whalen : Todd (épisode 3)
- Bruce French : Trapeze Artist / Husband (épisode 3)
- Rob Huebel (en) : Jerry (épisodes 4 et 5)
- Laird Macintosh (en) : Jackson (épisode 4)
- Michael Cory Davis (en) : Guy (épisode 4)
- Stephanie Allynne : Vanessa (épisode 5)
- Tony Hale : Dr Welborn (épisode 6)
- Tymberlee Hill (en) : Nancy (épisode 6)
- Will Sasso : Paul (épisode 7)
- Azita Ghanizada (en) : Natasha (épisode 8)
- Mary Elizabeth Ellis : Connie (épisodes 9 et 11)
- Romy Rosemont : Joan (épisode 9)
- Jerry Lambert (en) : Frank (épisode 9)
- Joey Pollari : Mark (épisode 9)
- John DiResta (en) : Steve (épisode 9)
- Caroline Aaron : Marla (épisode 10)
- Mary Pat Gleason : Esther (épisode 10)
- DC Pierson (en) : Photographer (épisode 10)
- Bob Gunton : Tom (épisode 11)
- Mimi Kennedy : Sally (épisode 11)
- Tom Virtue : Minister (épisode 11)
- Allan Havey : Uncle Dennis (épisode 11)
- Jordan Black (en) : Chezeray (épisode 11)

## Production
En février 2011, NBC commande un pilote pour le projet sans titre d'Emily Spivey et Lorne Michaels.
Le casting principal débute le mois suivant, dans cet ordre : Christina Applegate, Maya Rudolph, Will Arnett et James Pumphrey (Brian, l'assistant de Reagan).
Satisfaite du pilote, NBC commande la série sous son titre actuel le 11 mai 2011 et annonce quatre jours plus tard lors des Upfronts qu'elle sera diffusée dans la case du mercredi à 20 h à l'automne.
Au début août, des modifications sont apportées à la série, dont un rôle plus important pour Maya Rudolph. S'ajoutent à la liste des invités : Nick Cannon et Jennifer Hall (en), Will Forte, Blythe Danner, Richard Schiff, Jason Lee, Molly Shannon, Megan Mullally, Dean Winters, Alanis Morissette, Steven Pasquale, Eve Best, Nat Faxon et Ben Falcone, Henry Winkler, Stevie Nicks, Fred Armisen et Marion Ross.
Le 4 octobre 2011, la série a obtenu une saison de 22 épisodes ainsi que deux scripts additionnels le 21 novembre, totalisant 24 épisodes.
Le 11 mai 2012, la série a été renouvelée pour une deuxième saison composée de seize épisodes diffusée depuis le 20 septembre 2012. En juillet, Luka Jones décroche un rôle principal. Parmi les invités annoncés pour cette deuxième saison : Sean Hayes, Rachel Dratch, Rob Huebel (en), Tony Hale et Azita Ghanizada (en).
Après le 11e épisode de la seconde saison, la série prend une pause hivernale afin de passer en mode multi-caméras. La créatrice, Emily Spivey, a quitté la série le 5 janvier 2013, puis le 8 février, Christina Applegate annonce son départ de la série avant le tournage des cinq épisodes restants. Quatre jours plus tard, NBC annonce qu'un seul épisode multi-caméra sera tourné, servant de pilote pour une éventuelle série dérivée.
Le 9 mai 2013, NBC a annulé la série.

## Épisodes

### Première saison (2011-2012)
| N° | Titre                          | Réalisation               | Scénario                                                                       | 1er diffusion     | Audiences (millions) |
| -- | ------------------------------ | ------------------------- | ------------------------------------------------------------------------------ | ----------------- | -------------------- |
| 1  | Pilot                          | James Griffiths           | Emily Spivey (en)                                                              | 14 septembre 2011 | 10,95                |
| 2  | Cool Neighbors                 | Joe Russo                 | Caroline Williams                                                              | 21 septembre 2011 | 6,05                 |
| 3  | Working Late and Working It    | Joe Russo                 | Tim McAuliffe                                                                  | 28 septembre 2011 | 5,32                 |
| 4  | New Car                        | James Griffiths           | Emily Spivey                                                                   | 5 octobre 2011    | 5,6                  |
| 5  | Mr. Bob's Toddler Kaleidoscope | Troy Miller               | Mise en scène : Erica Rivinoja Histoire : Liz Cackowski (en) et Alex Reid (en) | 12 octobre 2011   | 5,24                 |
| 6  | Birth                          | Randall Einhorn (en)      | Caroline Williams                                                              | 19 octobre 2011   | 5,63                 |
| 7  | Parents                        | James Griffiths           | Erica Rivinoja                                                                 | 2 novembre 2011   | 4,78                 |
| 8  | First Night Away               | Jay Chandrasekhar         | Caroline Williams                                                              | 9 novembre 2011   | 4,79                 |
| 9  | Hiring and Firing              | Randall Einhorn           | Tim McAuliffe                                                                  | 16 novembre 2011  | 4,88                 |
| 10 | Week Off                       | Robert Berlinger (en)     | David Iserson (en) et Brian Rowe                                               | 23 novembre 2011  | 4,34                 |
| 11 | First Christmas                | Troy Miller               | Tucker Cawley (en)                                                             | 7 décembre 2011   | 4,96                 |
| 12 | New Year's Eve                 | Beth McCarthy-Miller (en) | Erica Rivinoja                                                                 | 12 janvier 2012   | 4,24                 |
| 13 | Rivals                         | Michael Blieden           | Caroline Williams                                                              | 19 janvier 2012   | 3,98                 |
| 14 | Preschool Auction              | Beth McCarthy-Miller      | Brian Rowe                                                                     | 2 février 2012    | 3,7                  |
| 15 | Day After Valentine's Day      | Joe Russo                 | Caroline Williams et Tim McAuliffe                                             | 9 février 2012    | 3,64                 |
| 16 | Travel Day                     | Randall Einhorn           | Emily Spivey                                                                   | 16 février 2012   | 2,98                 |
| 17 | First Birthday                 | Jorma Taccone             | Tucker Cawley                                                                  | 23 février 2012   | 3,42                 |
| 18 | New Boss                       | Randall Einhorn           | Erica Rivinoja                                                                 | 1er mars 2012     | 3,47                 |
| 19 | Couple Friends                 | James Griffiths           | Alex Reid                                                                      | 8 mars 2012       | 3,44                 |
| 20 | Baby Fever                     | Jay Chandrasekhar         | Barbara Adler                                                                  | 15 mars 2012      | 3,49                 |
| 21 | Daddy Daughter Time            | Troy Miller               | Mise en scène : David Iserson Histoire : Caroline Williams et David Iserson    | 22 mars 2012      | 3,25                 |
| 22 | Letting Go                     | James Griffiths           | Tucker Cawley                                                                  | 29 mars 2012      | 3,01                 |
| 23 | Hey Jealousy                   | Michael Blieden           | Mise en scène : Erica Rivinoja Histoire : Tim McAuliffe                        | 5 avril 2012      | 2,58                 |
| 24 | The Proposals                  | Troy Miller               | Jon Pollack et Emily Spivey                                                    | 12 avril 2012     | 3,12                 |

### Deuxième saison (2012)
Elle a été diffusée à partir du 20 septembre 2012.
| N° | #  | Titre original             | Réalisation             | Scénario                                     | 1er diffusion US  | Code de production | Audiences (millions) |
| -- | -- | -------------------------- | ----------------------- | -------------------------------------------- | ----------------- | ------------------ | -------------------- |
| 25 | 1  | Friendships & Partnerships | Michael Blieden         | Emily Spivey et Tucker Cawley                | 20 septembre 2012 | 201                | 3,11                 |
| 26 | 2  | Home/Office                | Michael Blieden         | DJ Nash et Emily Spivey                      | 27 septembre 2012 | 202                | 3,26                 |
| 27 | 3  | Swingers                   | Bryan Gordon            | Erica Rivinoja                               | 4 octobre 2012    | 203                | 3,13                 |
| 28 | 4  | Jerry Duty                 | Michael Blieden         | Chadd Gindin                                 | 11 octobre 2012   | 204                | 2,88                 |
| 29 | 5  | Another Saturday Night     | Eric Appel (en)         | Erica Rivinoja                               | 18 octobre 2012   | 207                | 2,99                 |
| 30 | 6  | Ma'am'd                    | Michael Blieden         | Emily Spivey                                 | 25 octobre 2012   | 206                | 3,21                 |
| 31 | 7  | Thanksgiving               | Jennifer Getzinger (en) | Austen Earl, Joel Church-Cooper et Rene Gube | 15 novembre 2012  | 209                | 3,1                  |
| 32 | 8  | The Game of Life           | Michael Blieden         | Chadd Gindin                                 | 29 novembre 2012  | 208                | 2,97                 |
| 33 | 9  | I Can't Quit You           | Jennifer Getzinger      | Tim McAuliffe                                | 6 décembre 2012   | 205                | 2,92                 |
| 34 | 10 | First Snow                 | Bryan Gordon            | Vera Santamaria et Chadd Gindin              | 13 décembre 2012  | 210                | 2,87                 |
| 35 | 11 | The Wedding                | Alex Reid               | Emily Spivey et Kayla Alpert                 | 13 décembre 2012  | 211                | 2,68                 |

## Audiences
| Saison | Saison | Nombre d'épisodes | Horaire US       | Diffusion aux États-Unis | Diffusion aux États-Unis | Audiences (en millions) | Audiences (en millions) | Audiences (en millions) |
| Saison | Saison | Nombre d'épisodes | Horaire US       | Début de saison          | Fin de saison            | Première                | Finale                  | Moyenne                 |
| ------ | ------ | ----------------- | ---------------- | ------------------------ | ------------------------ | ----------------------- | ----------------------- | ----------------------- |
|        | 1      | 24                | Mercredi 21 h 30 | 14 septembre 2011        | 12 avril 2012            | 10.95                   | 3.12                    | 4.40                    |
|        | 2      | 16                | Jeudi 21 h 30    | 20 septembre 2012        | 13 décembre 2012         | 3.11                    | 2.68                    | NC                      |

Au Canada, le pilote diffusé en simultané sur le réseau CTV a attiré que 872 000 téléspectateurs. Deux nouveaux épisodes de la série sont diffusés sur CTV au mois de janvier et février 2012 faisant partie du Top 30 hebdomadaire des audiences, avec environ un million de téléspectateurs.

## Commentaires
Christina Applegate touche 125 000 $ par épisode, soit 3 000 000 $ pour la première saison.